# アリゾナ大学ロースクール
アリゾナ大学ロースクール（University of Arizona College of Law）はアリゾナ州ツーソンにあるアリゾナ大学のロー・スクールである。なお1999年に名称の変更を行っているので、正式名称はジェームズ・E・ロジャース・カレッジ・オブ・ロー（James E. Rogers College of Law）であるが、今でもアリゾナ大学ロースクールやアリゾナ大学法科大学院と表記される場合が多い。
1915年に設立され、アリゾナ州における最古のロースクールである。

## 概要
2021年現在、アリゾナ大学ロースクールはU.S.News & World Reportの全米約200校を対象としたロースクールランキングにおいて、少なくとも2010年度以降毎年、上位50校にランクインしている。

## 著名な卒業生
- ボビー・レイ・バルドック（連邦第10巡回区控訴裁判所判事）[3]
- フランク・R・サパタ（連邦判事）[4]
- ウィリアム・ドッカー・ブラウニング（連邦判事）[5]